# بيل كينورثي
بيل كينورثي (بالإنجليزية: Bill Kenworthy)‏ هو لاعب كرة قاعدة أمريكي، ولد في 4 يوليو 1886 في كامبردج في الولايات المتحدة، وتوفي في 21 سبتمبر 1950 في يوريكا في الولايات المتحدة بسبب غرق.

## وصلات خارجية
- بيل كينورثي على موقع دوري كرة القاعدة الرئيسي (الإنجليزية)
- بيل كينورثي على موقعبيزبول رفرنس.كوم (الدوري الرئيسي) (الإنجليزية)
- بيل كينورثي على موقعبيزبول رفرنس.كوم (الدوري الثانوي) (الإنجليزية)